# Craig Berube
Craig „The Chief“ Berube (* 17. Dezember 1965 in Calahoo, Alberta) ist ein ehemaliger kanadischer Eishockeyspieler und derzeitiger -trainer, der von 1986 bis 2003 für die Philadelphia Flyers, Toronto Maple Leafs, Calgary Flames, Washington Capitals und New York Islanders in der National Hockey League (NHL) gespielt hat. Von Oktober 2013 bis April 2015 war er Cheftrainer der Flyers, für die er vorher bereits als Assistenztrainer tätig gewesen war. Anschließend fungierte er von November 2018 bis Dezember 2023 als Cheftrainer der St. Louis Blues, die er am Ende seiner ersten Saison direkt zum ersten Stanley-Cup-Erfolg der Franchise-Geschichte führte. Seit Mai 2024 ist er als Headcoach der Toronto Maple Leafs tätig.

## Karriere

### Spielerkarriere
Craig Berube begann seine Karriere als Eishockeyspieler in der Saison 1982/83 bei den Williams Lake Mustangs aus der Pacific Coast Junior Hockey League. In derselben Spielzeit lief er ebenfalls in vier Spielen für die Kamloops Junior Oilers aus der Western Hockey League auf. Nach weiteren drei Jahren in der WHL bei den New Westminster Bruins, New Westminster Royals, Kamloops Blazers und den Medicine Hat Tigers unterschrieb der Angreifer am 19. März 1986 einen Vertrag als Free Agent bei den Philadelphia Flyers, ohne je zuvor gedraftet worden zu sein.
In den fünf Jahren, in denen Berube in Philadelphia unter Vertrag stand, spielte er ebenfalls für deren Farmteam, die Hershey Bears, in der American Hockey League. Im Mai 1991 verpflichteten die Edmonton Oilers den Kanadier, den sie jedoch bereits im September desselben Jahres wieder an die Toronto Maple Leafs abgaben, ohne dass sie ihn zuvor in einem NHL-Spiel einsetzten. Doch auch in Toronto blieb Berube nicht lange, da er im Januar 1992 an die Calgary Flames abgegeben wurde. Nach einer weiteren Spielzeit in Calgary wechselte Berube am 26. Juni 1993 im Tausch für deren Fünftrundenwahlrecht im NHL Entry Draft 1993 zu den Washington Capitals.
Nach sechs Jahren in Washington kehrte Berube 1999 zu seinem Ex-Club, den Philadelphia Flyers, zurück, für die er die folgenden anderthalb Jahre aktiv war. Die Saison 2000/01 begann der Flügelspieler bei seinem Ex-Club Washington Capitals, ehe ihn die New York Islanders bis Saisonende unter Vertrag nahmen. Am 18. September 2001 erhielt Berube einen Vertrag bei seinem dritten Ex-Team, den Calgary Flames, als Free Agent, für die er zwei weitere Spielzeiten in der NHL verbrachte. Seine aktive Karriere beendete Berube schließlich in der Saison 2003/04 bei den Philadelphia Phantoms aus der American Hockey League.

### Trainerkarriere
Bereits in der ersten Spielzeit nach seinem Karriereende als Eishockeyspieler wurde Berube 2004 Assistenztrainer seines letzten Teams, der Philadelphia Phantoms aus der American Hockey League. In dieser Funktion arbeitete er zwei Jahre lang für den Club. Vor der Saison 2006/07 wurde Berube zum Cheftrainer der Phantoms ernannt, zu Saisonbeginn allerdings durch Kjell Samuelsson an der Bande ersetzt, da Berube selbst bis Saisonende als Assistenz-Trainer bei den Philadelphia Flyers aus der National Hockey League unter Vertrag stand.
Im Oktober 2013 wurde Berube von den Philadelphia Flyers zum Headcoach ernannt, nachdem das Team die ersten drei Spiele der Saison 2013/14 unter Cheftrainer Peter Laviolette verloren hatte. Bis dahin war Berube Assistenzcoach unter Laviolette gewesen. Nachdem er die Flyers 2014 in die Playoffs geführt hatte, verpasste er diese im Jahr darauf und wurde infolgedessen im April 2015 entlassen.
Nach einer Pause von einem Jahr übernahm der Kanadier zur Saison 2016/17 die Chicago Wolves aus der AHL. Dessen damaliger NHL-Kooperationspartner, die St. Louis Blues, verpflichtete Berube dann im Juni 2017 als Assistent von Cheftrainer Mike Yeo. Nachdem Yeo im November 2018 entlassen worden war, trat Berube auf Interimsbasis dessen Nachfolge an und gewann in den folgenden Playoffs 2019 auf Anhieb den Stanley Cup. Nach über fünf Jahren bei den Blues wurde er im Dezember 2023 nach einem schwachen ersten Drittel der Saison 2023/24 entlassen und interimsweise durch Drew Bannister ersetzt.
Im Mai 2024 stellten ihn die Toronto Maple Leafs als neuen Cheftrainer vor, wobei er die Nachfolge von Sheldon Keefe antrat.

## Erfolge und Auszeichnungen
- 2005 Calder-Cup-Gewinn mit den Philadelphia Phantoms (als Assistenztrainer)
- 2019 Stanley-Cup-Gewinn mit den St. Louis Blues (als Cheftrainer)

## Karrierestatistik
(Legende zur Spielerstatistik: Sp oder GP = absolvierte Spiele; T oder G = erzielte Tore; V oder A = erzielte Assists; Pkt oder Pts = erzielte Scorerpunkte; SM oder PIM = erhaltene Strafminuten; +/− = Plus/Minus-Bilanz; PP = erzielte Überzahltore; SH = erzielte Unterzahltore; GW = erzielte Siegtore; 1 Play-downs/Relegation; Kursiv: Statistik nicht vollständig)

### NHL-Trainerstatistik
(Legende zur Trainerstatistik: Sp oder GC = Spiele insgesamt; W oder S = erzielte Siege; L oder N = erzielte Niederlagen; T oder U = erzielte Unentschieden; OTL oder OTN = erzielte Niederlagen nach Overtime oder Shootout; Pts oder Pkt = erzielte Punkte; Pts% oder Pkt% = Punktquote; Win% = Siegquote; Resultat = erreichte Runde in den Play-offs)